# Nionia gagatina
Nionia gagatina är en insektsart som beskrevs av Henry Fairfield Osborn 1924. Nionia gagatina ingår i släktet Nionia och familjen dvärgstritar. Utöver nominatformen finns också underarten N. g. brunnea.